# Davide Moretti
Davide Moretti (Firenze, 5 gennaio 1967) è un allenatore di calcio ed ex calciatore italiano, di ruolo difensore.

## Carriera

### Giocatore
Ha militato nel ruolo di difensore centrale in diverse squadre professionistiche. Crebbe nel Bologna, che non lo fece esordire in Serie A.
Nel 1987 si trasferì al San Lazzaro nel Campionato Interregionale, mentre l'anno seguente gioca come titolare in Serie C2 nel Forlì.
Nel 1989 passa al Pisa in Serie B dove gioca 17 partite contribuendo alla promozione in Serie A, categoria dove scenderà in campo per 5 volte nella stagione successiva.
Nel 1991 viene ceduto al Monza in Serie C1 e in seguito passa alla Casertana ancora in terza serie.
Chiuderà la carriera professionistica giocando per un anno nel Baracca Lugo e due nel Rimini in Serie C2.

### Allenatore
Dopo aver allenato la Virtus Comeana (squadra militante nella Seconda Categoria toscana), nel settembre 2010 ha ricevuto l'incarico di allenare gli Allievi del Pisa.